# Dan Issel
Daniel Paul Issel, detto Dan (Batavia, 25 ottobre 1948), è un ex cestista, allenatore di pallacanestro e dirigente sportivo statunitense, professionista nella ABA e nella NBA.

## Carriera
Dopo essere stato scelto dai Kentucky Colonels nel Draft ABA svolto precedentemente il 22 Gennaio 1970, venne selezionato dai Detroit Pistons all'ottavo giro del Draft NBA 1970 (122ª scelta assoluta).
Passò cinque stagioni in ABA con i Kentucky Colonels giocando la sua prima stagione nel ruolo di Centro e poi dopo l'arrivo di Artis Gilmore da Ala grande.
Nella prima stagione venne votato Rookie dell'anno ex aequo con Charlie Scott e inserito nell'ABA All-Rookie Team.
Il 28 Marzo 1971 mette a segno il proprio career high di 51 punti, a cui seguirà due giorni dopo il 30 Marzo altri 51 punti nell'ultima partita della Regular season, diventando il miglior marcatore della stagione ABA 1970-1971 con 29,9 punti a partita.
Con i Colonels arrivò tre volte alle ABA Finals, perdendo le prime due e vincendo la terza: nelle ABA Finals 1971 in gara 7 contro gli Utah Stars allenati da Bill Sharman e nei Finals 1973 ancora in gara 7 contro gli Indiana Pacers di Slick Leonard.
Nella stagione 1974-1975 dopo aver concluso con il secondo miglior record della lega, 58-26 al pari dei New York Nets, nei Playoff 1975 arrivarono agevolmente in finale, incontrando ancora gli Indiana Pacers di Billy Knight e di George McGinnis e avendo questa volta la meglio per 4 a 1.
Prima dell'inizio della stagione 1975-1976 venne scambiato con i Baltimore Claws (noti precedentemente come Memphis Sounds), ma prima dell'inizio della stagione la squadra fu sciolta e finì ai Denver Nuggets allenati da Larry Brown.
Con i Nuggets chiuse la Regular season con un record di 60-24 e dopo aver eliminato in gara 7 i suoi ex compagni dei Kentucky Colonels, perse in 6 gare contro i New York Nets di Julius Erving, disputando al Nassau Coliseum di Uniondale quella che è stata l'ultima partita della storia ABA prima della Fusione ABA-NBA|fusione con l'NBA.
Dan Issel resterà ai Denver Nuggets anche in NBA, dove farà per 9 anni il Centro titolare saltando pochissime partite e qualificandosi 7 volte ai playoff e arrivando due volte in Finale di Western Conference, la prima nel 1978 contro i Seattle Supersonics e la seconda volta nel 1985 contro i Los Angeles Lakers di Kareem Abdul-Jabbar e Magic Johnson che vinceranno poi il titolo contro i Boston Celtics.
Al momento del ritiro avvenuto nel 1985 Issel con 27.482 punti segnati fra ABA (12.823) e NBA (14.659) era il quarto migliore marcatore di sempre dietro solo a Kareem Abdul-Jabbar, Wilt Chamberlain e Julius Erving.
Issel è nella storia dei Denver Nuggets come secondo migliore marcatore di sempre, miglior rimbalzista, primo per maggior numero di tiri liberi realizzati, secondo per partite giocate e per minuti giocati.
Nel 1985 la sua maglia numero 44 è stata ritirata dai Denver Nuggets.
Nel 1993 è stato introdotto nell'Naismith Memorial Basketball Hall of Fame.
Il 23 agosto 1997, ad Indianapolis, viene inserito fra i 30 più importanti giocatori di sempre dell'ABA, nell'ABA All-Time Team.

## Statistiche
| † | Denota una stagione in cui ha vinto il titolo ABA |
| * | Primo nella lega                                  |

### ABA-NBA

#### Regular Season
| Anno            | Squadra                 | PG   | PT  | MP   | TC%  | 3P%  | TL%  | RP   | AP  | PRP | SP  | PP    |
| --------------- | ----------------------- | ---- | --- | ---- | ---- | ---- | ---- | ---- | --- | --- | --- | ----- |
| 1970-1971       | Kentucky Colonels (ABA) | 83   |     | 39,4 | 48,5 | 0,0  | 80,7 | 13,2 | 2,0 |     |     | 29,9* |
| 1971-1972       | Kentucky Colonels       | 83   |     | 43,0 | 48,6 | 27,3 | 78,5 | 11,2 | 2,3 |     |     | 30,6  |
| 1972-1973       | Kentucky Colonels       | 84*  |     | 42,0 | 51,3 | 20,0 | 76,4 | 11,0 | 2,6 |     |     | 27,3  |
| 1973-1974       | Kentucky Colonels       | 83   |     | 40,3 | 48,0 | 17,6 | 78,7 | 10,2 | 1,7 | 0,8 | 0,4 | 25,5  |
| 1974-1975†      | Kentucky Colonels (ABA) | 83   |     | 34,5 | 47,1 | 0,0  | 73,8 | 8,6  | 2,3 | 0,9 | 0,6 | 17,7  |
| 1975-1976       | Denver Nuggets (ABA)    | 84   |     | 34,0 | 51,1 | 25,0 | 81,6 | 11,0 | 2,4 | 1,2 | 0,7 | 23,0  |
| 1976-1977       | Denver Nuggets (NBA)    | 79   |     | 31,7 | 51,5 |      | 79,7 | 8,8  | 2,2 | 1,2 | 0,4 | 22,3  |
| 1977-1978       | Denver Nuggets          | 82   |     | 34,8 | 51,2 |      | 78,2 | 10,1 | 3,7 | 1,2 | 0,5 | 21,3  |
| 1978-1979       | Denver Nuggets          | 81   |     | 33,9 | 51,7 |      | 75,4 | 9,1  | 3,1 | 0,8 | 0,6 | 17,0  |
| 1979-1980       | Denver Nuggets          | 82   | 82  | 35,8 | 50,5 | 33,3 | 77,5 | 8,8  | 2,4 | 1,1 | 0,7 | 23,8  |
| 1980-1981       | Denver Nuggets          | 80   |     | 33,0 | 50,3 | 16,7 | 75,9 | 8,5  | 2,0 | 1,0 | 0,7 | 21,9  |
| 1981-1982       | Denver Nuggets          | 81   | 81  | 30,5 | 52,7 | 66,7 | 83,4 | 7,5  | 2,2 | 0,8 | 0,7 | 22,9  |
| 1982-1983       | Denver Nuggets          | 80   | 80  | 30,4 | 51,0 | 21,1 | 83,5 | 7,5  | 2,8 | 1,0 | 0,5 | 21,6  |
| 1983-1984       | Denver Nuggets          | 76   | 66  | 27,3 | 49,3 | 21,1 | 85,0 | 6,8  | 2,3 | 0,8 | 0,6 | 19,8  |
| 1984-1985       | Denver Nuggets          | 77   | 9   | 21,9 | 45,9 | 14,3 | 80,6 | 4,3  | 1,8 | 0,8 | 0,4 | 12,8  |
| Carriera ABA    | Carriera ABA            | 500  |     | 38,9 | 49,1 | 14,9 | 78,6 | 10,9 | 2,2 | 1,0 | 0,5 | 25,6  |
| Carriera NBA    | Carriera NBA            | 718  | 318 | 31,1 | 50,6 |      | 79,7 | 7,9  | 2,5 | 1,0 | 0,6 | 20,4  |
| Carriera Totale | Carriera Totale         | 1218 | 318 | 34,3 | 49,9 |      | 79,3 | 9,1  | 2,4 | 1,0 | 0,5 | 22,6  |

#### Massimi in carriera
Regular Season
- Massimo di punti in ABA: 51 (2 volte)
- Massimo di punti in NBA: 47 vs New Jersey Nets (31 gennaio 1980)
- Massimo di rimbalzi in ABA: 29 vs Pittsburgh Condors (22 dicembre 1970)
- Massimo di rimbalzi in NBA: 21 vs San Antonio Spurs (24 gennaio 1981)
- Massimo di assist in ABA: 9 vs Denver Nuggets (12 marzo 1975)
- Massimo di assist in NBA: 10 (2 volte)
- Massimo di palle rubate in ABA: 3 vs San Antonio Spurs (28 novembre 1975)*
- Massimo di palle rubate in NBA: 7 vs Chicago Bulls (12 marzo 1978)
- Massimo di stoppate in ABA: 2 vs Spirits of Saint Louis (9 gennaio 1975)*
- Massimo di stoppate in NBA: 4 (2 volte)

(* tenendo conto dei dati ABA al momento disponibili e che le statistiche di queste categorie vennero registrate sistematicamente solo dalla stagione ABA 1973-1974)

#### Play-off
| Anno            | Squadra                 | PG  | PT | MP   | TC%  | 3P%   | TL%    | RP   | AP  | PRP | SP  | PP   |
| --------------- | ----------------------- | --- | -- | ---- | ---- | ----- | ------ | ---- | --- | --- | --- | ---- |
| 1971            | Kentucky Colonels (ABA) | 19* |    | 35,3 | 50,5 | 0,0   | 87,8   | 11,6 | 1,5 |     |     | 28,1 |
| 1972            | Kentucky Colonels       | 6   |    | 44,8 | 41,2 | 0,0   | 76,0   | 9,0  | 0,8 |     |     | 22,0 |
| 1973            | Kentucky Colonels       | 19* |    | 43,4 | 49,7 | 16,7  | 79,5   | 11,8 | 1,5 |     |     | 27,4 |
| 1974            | Kentucky Colonels       | 8   |    | 38,9 | 44,4 | 0,0   | 84,8   | 10,9 | 1,8 | 0,5 | 0,8 | 18,5 |
| 1975†           | Kentucky Colonels (ABA) | 15  |    | 38,5 | 46,7 | 0,0   | 81,1   | 7,9  | 1,9 | 1,1 | 0,8 | 20,3 |
| 1976            | Denver Nuggets (ABA)    | 13* |    | 36,2 | 48,9 | 0,0   | 78,6   | 12,0 | 2,5 | 1,0 | 0,6 | 20,5 |
| 1977            | Denver Nuggets (NBA)    | 6   |    | 37,0 | 51,0 |       | 75,6   | 9,7  | 2,8 | 0,8 | 0,7 | 22,0 |
| 1978            | Denver Nuggets          | 13  |    | 35,4 | 48,6 |       | 86,2   | 10,3 | 4,1 | 0,5 | 0,2 | 20,2 |
| 1979            | Denver Nuggets          | 3   |    | 36,3 | 53,3 | 0,0   | 80,6   | 9,3  | 3,3 | 0,0 | 0,0 | 24,3 |
| 1982            | Denver Nuggets          | 3   |    | 34,3 | 53,3 | 0,0   | 100,0* | 7,0  | 1,7 | 1,0 | 0,3 | 25,3 |
| 1983            | Denver Nuggets          | 8   |    | 28,4 | 50,7 | 0,0   | 86,2   | 7,3  | 3,1 | 1,1 | 0,6 | 20,4 |
| 1984            | Denver Nuggets          | 5   |    | 30,6 | 51,0 | 50,0  | 82,1   | 8,0  | 1,6 | 1,2 | 1,2 | 27,4 |
| 1985            | Denver Nuggets          | 15  | 4  | 21,7 | 45,9 | 100,0 | 81,3   | 3,6  | 1,8 | 0,8 | 0,3 | 12,4 |
| Carriera ABA    | Carriera ABA            | 80  |    | 39,0 | 48,2 | 12,5  | 81,9   | 10,8 | 1,7 | 0,9 | 0,7 | 23,8 |
| Carriera NBA    | Carriera NBA            | 53  | 4  | 30,2 | 49,6 |       | 82,9   | 7,4  | 2,7 | 0,8 | 0,5 | 19,4 |
| Carriera Totale | Carriera Totale         | 133 | 4  | 35,5 | 48,7 |       | 82,2   | 9,4  | 2,1 | 0,8 | 0,6 | 22,1 |

#### Massimi in carriera
Play-off
- Massimo di punti in ABA: 46 vs Virginia Squires (15 aprile 1971)
- Massimo di punti in NBA: 36 vs Portland Trail Blazers (22 aprile 1977)
- Massimo di rimbalzi in ABA: 20 (2 volte)
- Massimo di rimbalzi in NBA: 18 vs Portland Trail Blazers (1º maggio 1977)
- Massimo di assist in ABA: 7 vs Kentucky Colonels (15 aprile 1976)
- Massimo di assist in NBA: 6 (2 volte)
- Massimo di palle rubate in ABA: 2 (3 volte)*
- Massimo di palle rubate in NBA: 3 (2 volte)
- Massimo di stoppate in ABA: 2 (2 volte)*
- Massimo di stoppate in NBA: 3 (3 volte)

(* tenendo conto dei dati ABA al momento disponibili e che le statistiche di queste categorie vennero registrate sistematicamente solo dalla stagione ABA 1973-1974)

### Allenatore
| Stagione | Squadra        | Regular Season | Regular Season | Regular Season | Regular Season | Regular Season         | Post Season                                            |
| Stagione | Squadra        | V              | P              | % V            | G              | Posizione finale       | Post Season                                            |
| -------- | -------------- | -------------- | -------------- | -------------- | -------------- | ---------------------- | ------------------------------------------------------ |
| 1992-93  | Denver Nuggets | 36             | 46             | 43,9           | 82             | 4º in Midwest Division | Manca i play-off                                       |
| 1993-94  | Denver Nuggets | 42             | 40             | 51,2           | 82             | 4º in Midwest Division | Sconfitto alle Semifinali di Conference dai Jazz (3-4) |
| 1994-95  | Denver Nuggets | 18             | 16             | 52,9           | 34             | Esonerato              | -                                                      |
| 1999-00  | Denver Nuggets | 35             | 47             | 42,7           | 82             | 5º in Midwest Division | Manca i play-off                                       |
| 2000-01  | Denver Nuggets | 40             | 42             | 48,8           | 82             | 6º in Midwest Division | Manca i play-off                                       |
| 2001-02  | Denver Nuggets | 9              | 17             | 34,6           | 26             | Esonerato              | -                                                      |
|          | Carriera       | 180            | 208            | 46,4           | 388            |                        |                                                        |

## Palmarès
- Campionato ABA: 1

Kentucky Colonels: 1975
- ABA Rookie of the Year Award (1971)
- ABA All-Rookie Team (1971)
- NCAA AP All-America First Team (1970)
- NCAA AP All-America Second Team (1969)
- All-ABA Team: 5

First Team: 1972
Second Team: 1971, 1973, 1974, 1976 (record condiviso con Louie Dampier)
- ABA All-Star Game: 6

1971, 1972, 1973, 1974, 1975, 1976
- ABA All-Star Game MVP (1972)
- NBA All-Star Game: 1

1977
- Migliore marcatore della stagione ABA (1970-1971)
- Record maggior numero di punti realizzati in ABA di sempre in una stagione (1971-1972) (2.538 punti)
- 3 volte maggior numero di punti totali in stagione ABA: (1970-1971), (1971-1972), (1972-1973) (record)
- 3 volte maggior numero di tiri da due punti realizzati in stagione ABA: (1970-1971), (1971-1972), (1972-1973) (record condiviso con Julius Erving)
- 2 volte maggior numero di tiri dal campo realizzati in stagione ABA: (1970-1971), (1972-1973)
- Maggior numero di tiri da due punti realizzati in una singola stagione ai Playoff nella storia ABA (1971) (206)
- 2 volte maggior numero di punti totali in stagione nei Playoff ABA: (1970-1971), (1972-1973) (record)
- 2 volte maggior numero di tiri da due punti realizzati in stagione nei Playoff ABA: (1970-1971), (1972-1973) (record)
- 2 volte maggior numero di tiri dal campo realizzati in stagione nei Playoff ABA: (1970-1971), (1972-1973) (record)
- 2 volte maggior numero di tiri liberi realizzati in stagione nei Playoff ABA: (1970-1971), (1972-1973) (record condiviso con George McGinnis)
- Secondo miglior marcatore di sempre ABA
- Quattordicesimo miglior marcatore di sempre sommando ABA e NBA
- Quinto migliore marcatore di sempre per punti a partita ABA in regular season (25,7 punti a partita)
- Terzo miglior marcatore di sempre per numero di punti segnati nei Playoff ABA (32° sommando ABA e NBA)
- Maggior numero di canestri da 2 punti di sempre della storia ABA (743) (22° sommando NBA e ABA)
- Sesto migliore rimbalzista di sempre ABA (31° sommando NBA e ABA)
- Quinto miglior rimbalzista offensivo di sempre ABA (14° sommando NBA e ABA)
- Sesto miglior rimbalzista difensivo di sempre ABA (24° sommando NBA e ABA)
- Quarto per numero di tiri liberi realizzati nella storia dell'ABA (15° sommando NBA e ABA)
- Quarantacinquesimo per numero di assist di sempre ABA
- Undicesimo giocatore con il maggior numero di minuti giocati nella storia dell'ABA (31° sommando NBA e ABA)
- Venticinquesimo miglior giocatore per palle rubate di sempre ABA
- Ventiseiesimo per numero di stoppate di sempre ABA
- ABA All-Time Team